# 若き皇后シシー
『若き皇后シシー』（わかきこうごうシシー、ドイツ語: Sissi - Die junge Kaiserin）は、1956年にオーストリアで製作・公開されたカラー映画である。

## 概要
1955年の『プリンセス・シシー』の続編として発表された。日本では劇場公開されなかったが、DVDが発売されている（DVD題名は『エリザベート2　若き皇后』）。

## あらすじ
オーストリア皇后となったものの、狩りや乗馬を何より愛するシシーと、宮廷の慣例を固守する義母のゾフィー大公妃との間には確執が絶えない。ゾフィーに侮辱されたハンガリー貴族アンドラーシ伯爵の怒りもシシーが取りなしことなきをえる。しかし生まれたばかりの娘の養育権をゾフィーに奪われてしまい、抗議のためシシーは故郷に帰ってしまう。迎えに来た皇帝に説得され、二人はオーストリアの山岳地帯を旅行する。ウィーンでは、ゾフィーへの反発から欠席を決めていたハンガリーとの修好のためのパーティーに国のためを思い出席する。そこでハンガリー使節団からの要請を受け、シシーはハンガリー王妃としての戴冠を受ける。

## キャスト
- エリーザベト（シシー）：ロミー・シュナイダー
- フランツ・ヨーゼフ1世：カールハインツ・ベーム
- ルドヴィカ（エリーザベトの母）：マグダ・シュナイダー
- マクシミリアン（エリーザベトの父）：グスタフ・クヌート
- ヘレーネ（エリーザベトの姉）：ウタ・フランツ
- ゾフィー（フランツ・ヨーゼフの母、ルドヴィカの姉）：フィルマ・デギッシャー
- アンドラーシ伯爵：ワルター・ライヤー

## スタッフ
- 監督・脚本：エルンスト・マリシュカ
- 製作：カール・エーリッヒ、エルンスト・マリシュカ
- 音楽：アントン・プロフェス
- 撮影：ブルーノ・モンディ
- 編集：アルフレート・スルプ
- 美術：フリッツ・ユプトナー＝ヨンストルフ